# Aneran
Aneran, Anērān ou Anīrân (en Perse : انیران), est un terme ethnolinguistique qui signifie « non-iranien » ou « non-aryen ». Ainsi, d'une manière générale, « Aniran » désigne des terres où les langues iraniennes ne sont pas parlées. Dans un sens péjoratif, le terme désigne « un ennemi politique et religieux de l'Iran et du zoroastrisme ».
Le terme « Aniran » dérive du moyen persan anērān (Pahlavi : ʼnyrʼn), un antonyme de ērān qui à son tour désignait soit le peuple, soit l'Empire sassanide. Cependant, dans la littérature zoroastrienne et peut-être aussi dans la pensée politique sassanide, le terme a également une connotation nettement religieuse. Une personne anēr n'est pas simplement non-iranienne, mais spécifiquement non zoroastrienne ou adeptes d'autres religions. Dans les textes du IXe au XIIe siècle, « les Arabes et les Turcs sont appelés anēr, comme le sont généralement les musulmans, ces derniers de manière voilée. »

## Dans les inscriptions
Dans l'usage officiel, le terme est attesté pour la première fois dans les inscriptions de Chapour Ier (v. 241-272), qui se faisait appeler le « roi des rois d'Ērān et d'Anērān ». La revendication de Shapur sur Anērān reflétait les victoires de l'empereur sur Valérien et Philippe, et revendiquait l'Empire romain comme les ennemis de l'État sassanide. Cela se reflète également dans l'inscription de Chapour Ier sur la Ka'ba-ye Zartosht, où l'empereur inclut la Syrie, la Cappadoce et la Cilicie - toutes trois précédemment capturées aux Romains - dans sa liste des territoires d'Anērān.
La proclamation de « roi des rois d'Ērān et d'Anērān » est restée une épithète courante des dynastes sassanides ultérieures. Trente ans après Chapour, le grand prêtre zoroastrien Kartir inclut le Caucase et l'Arménie dans sa liste des territoires d'Anērān. En cela, l'inscription de Kartir (également à Ka'ba-ye Zartosht) contredit celle de Chapour, qui incluait les deux mêmes régions dans sa liste des régions d'Ērān.

## Dans les écritures et les légendes
Dans les textes zoroastriens du IXe au XIIe siècle, le légendaire roi touranien et commandant militaire Afrassiab est (avec Zahhak et Alexandre) le plus détesté parmi les êtres qu'Ahriman (Avestan Angra Mainyu) opposa aux Iraniens (Zand-i Wahman yasn (en) 7.32 ; Menog-i Khrad 8.29)
Dans le Shahnameh, le poète Ferdowsi s'appuie sur les écritures zoroastriennes (avec l'attribution appropriée) et conserve l'association d'Aneran avec les Touraniens. Du point de vue de la maison de Ferdowsi au Khorassan, cette identification coïncide avec la notion avestique (par exemple Vendidad 7.2, 19.1) selon laquelle les terres d'Angra Mainyu (moyen persan : Ahriman) se trouvent au nord, mais divergent sur les détails. Dans l'Avesta, Sogdiane (Avestan Sughdha, actuelles régions de Sughd et Samarcande) n'est pas Anērān – Sogdia est l'une des seize terres créées par Mazda, et non l'une des terres d'Angra Mainyu.
Néanmoins, pour Ferdowsi, la division entre Ērān et Anērān est tout aussi rigide que dans l'Avesta : lorsque le roi primordial Fereydoun (Avestan Θraētaona) divise son royaume – le monde entier – entre ses trois fils, il donne les terres sémitiques du à l'ouest à l'aîné, les terres du nord à son deuxième fils Tour (Avestan Turya, d'où le nom « Touranian »), et Ērān à son plus jeune (Shahnameh 1.189). Dans l'histoire, la partition conduit à une querelle familiale dans laquelle une alliance des deux fils aînés (qui règnent sur les terres anērāniennes) combat les forces du plus jeune (les Iraniens) et les Iraniens gagnent.
Pour Ferdowsi, les Touraniens/Anērāniens (souvent utilisés de manière interchangeable) sont incontestablement les méchants. Leur conflit avec les Iraniens est le thème principal du Shahnameh et représente plus de la moitié du texte. La mort de héros et d'autres personnages admirables est fréquemment attribuée aux Touraniens. Ainsi Shahnameh 5.92 dit qu'un raider touranien nommé Tur-Baratur tue Zoroastre, âgé de 77 ans, à Balkh.